# Christina Otzen
Christina Otzen (født 4. oktober 1975 i Gentofte, Danmark) er en international sejler. Hun vandt en bronzemedalje i Yngling klassen ved Sommer-OL 2004 i Athen.